# 工人自由澳大利亚
工人自由澳大利亚（英語：Workers' Liberty Australia）是澳大利亚的一个小型托洛茨基主义组织。该组织成立于1980年。该组织与英国的托派组织争取工人自由联盟关系密切。该组织出版刊物《工人自由》。